# Chepo (Herrera)
Chepo è un comune (corregimiento) della Repubblica di Panama situato nel distretto di Las Minas, provincia di Herrera. Si estende su una superficie di 142,7 km² e conta una popolazione di 1.415 abitanti (censimento 2010).